# TT99
TT99 (Theban Tomb no. 99) ist die moderne Bezeichnung der Grabanlage des Schatzmeisters Sennefer (in Scheich Abd el-Qurna, Theben-West), der unter dem altägyptischen Herrscher Thutmosis III. (um 1483 v. Chr. bis 1425 v. Chr.) amtierte (nicht zu verwechseln mit dem bekannteren Grab des gleichnamigen Bürgermeisters, TT96).
Das Grab besteht aus drei Teilen. Es gibt einen offenen Vorhof, die dekorierte Kultkapelle und die unterirdischen Bestattungsräume, in der die Mumie des Sennefer und seine Grabausstattung untergebracht worden waren.
Der Hof war in etwa 10 m breit. Von dort gelangte man in die in den Fels gehauenen Kultkammern des Grabes. Diese bestanden aus einem wiederum etwa 10 m breiten Querraum, einem Gang und einem hinteren Querraum, der zwei Pfeiler aufweist. Die Kulträume waren einst reich bemalt, doch ist diese Dekoration heute stark zerstört. Bemerkenswert sind die Reste einer Biographie in der ersten Querhalle und die Darstellung der Rückkehr aus dem Libanon, wohin Sennefer offensichtlich eine Expedition sandte, um Zedernholz zu holen.
In dem nachfolgenden Gang sind nennenswerte Reste der Darstellung der Grabausstattung des Sennefer erhalten. In der hinteren Querhalle ist ein Begräbniszug und an der Rückwand sind Bilder des Grabherrn und seiner Frau vor dem Opfertisch dargestellt. Des Weiteren findet sich im Grab ein Hymnus an Osiris. An der Eingangswand der zweiten Querhalle befinden sich die Reste einer weiteren Biographie.
Die Grabkammern, die über einen Schacht in der Kapelle zu erreichen waren, fanden sich beraubt. Die Reste zeigen, dass das Grab in der Dritten Zwischenzeit wieder benutzt wurde.
Die Grabanlage ist seit dem Ende des 19. Jahrhunderts bekannt. Systematische Ausgrabungen fanden jedoch erst seit 1992 statt.